# 史提夫·布洛克
史提夫·布洛克（Steve Bullock；1966年4月11日—）是美國的一位政治人物。史提夫·布洛克自2013年開始擔任第24任蒙大拿州州長。史提夫·布洛克的黨籍是民主黨。他在踏入政壇之前曾經是一名律師。
畢業於克萊蒙特·麥肯納學院和哥倫比亞法學院。